# وي وي (كاتبة)
وي وي (بالصينية: 魏微) (1970)؛ روائية صينية.